# Nettowinst
De nettowinst die een onderneming gedurende een bepaalde periode heeft gemaakt kan op verschillende manieren worden berekend. De nettowinst is gelijk aan:
- het verschil tussen de brutowinst en de bedrijfskosten,
- het verschil van de omzet en alle gemaakte kosten en
- het verschil van bedrijfsresultaat en de toename van de waarde van de voorraad.

De periode van de gevoerde boekhouding is meestal een boekjaar. De betaalde vennootschapsbelasting wordt tot de bedrijfskosten gerekend. Als de nettowinst negatief is, is er een nettoverlies.